# 332 Dywizja Strzelecka (ZSRR)
332 Dywizja Strzelecka (ros. 332-я стрелковая дивизия) – związek taktyczny (dywizja) Armii Czerwonej.
Dywizja sformowana wobec ataku Niemiec na ZSRR. Składała się prawie wyłącznie z Rosjan. Brała udział w sławnej defiladzie na placu Czerwonym 7 listopada 1941. Od grudnia 1941 brała udział w walkach, broniła Moskwy. Wyzwalała Połock (4 VII 1944) i zajmowała Dyneburg (27 VII 1944). Wojnę zakończyła na Łotwie.